# افراط‌گرایی اسلامی
افراط‌گرایی اسلامی (به انگلیسی: Islamic extremism) نوعی اعتقاد و اندیشه از اسلام است که با «دموکراسی، حاکمیت قانون، آزادی فردی و احترام متقابل و تحمل عقاید و باورهای مختلف» مخالفت کند. این تفکر اصطلاحات دیگری شامل افراط گرایی اسلامی، بنیادگرایی و اسلام رادیکال نیز نام دارد. این نباید با اسلام‌گرایی، که اسلام سیاسی است اشتباه گرفته شود. تروریسم یا جهادگرایی اغلب نتیجه افراط گرایی اسلامی است، گرچه در همه موارد اینگونه نیست.

## تعاریف
افراط گرایی اسلامی و اسلام رادیکال اصطلاحات بحث‌برانگیزی هستند، زیرا ممکن است تعاریف آنها در هر زمینه متفاوت باشد.

### تعریف دادگاه‌های عالی انگلستان
دادگاه‌های عالی انگلستان در دو مورد در مورد افراط گرایی اسلامی رای صادر کرده و تعاریفی ارائه داده‌اند.
گذشته از این موارد، دو تعریف عمده برای افراط گرایی اسلامی ارائه شده‌است، گاهی اوقات از جنبه‌های متداخل اما متمایز تفاسیر افراطی و پیگیری ایدئولوژی اسلامی استفاده می‌شود:
- استفاده از تاکتیک‌های خشن مانند بمب‌گذاری و ترور برای دستیابی به اهداف اسلامی درک شده (به جهادگرایی مراجعه کنید [ Zeyno Baran ، همکار ارشد و مدیر مرکز سیاست‌های اوراسیا در مؤسسه هادسن، اصطلاح افراط گرایی اسلامی را ترجیح می‌دهد])
- یک دیدگاه بسیار محافظه کارانه از اسلام، که لزوماً خشونت به همراه ندارد (به بنیادگرایی اسلامی مراجعه کنید [Zeyno Baran در اینجا اصطلاح اسلام‌گرایی را ترجیح می‌دهد])[۲]

### تعریف دانشگاهی
تعریف آکادمیک از اسلام رادیکال از دو قسمت تشکیل شده‌است. قسمت اول بیان می‌کند که: تفکر اسلامی تمام ایدئولوژی‌های دیگر به غیر از اسلام، چه با غرب (سرمایه‌داری) و چه با شرق (کمونیسم یا سوسیالیسم) همراه باشد، شکست خورده‌اند و ورشکستگی خود را نشان داده‌اند.
قسمت دوم: تفکر اسلامی، اندیشه ای است که بیان می‌کند رژیم‌های (نیمه) سکولار به دلیل سهل انگاری نسبت به اسلام اشتباه می‌کنند.

## احکام دادگاه عالی انگلستان
دو پرونده در دادگاه عالی انگلستان وجود دارد که به صراحت موضوع افراط گرایی اسلامی را بیان می‌کنند.
- مه ۲۰۱۶: درخواست تجدیدنظر از دادگاه تاج و دادگاه کیفری مرکزی: پرونده‌های چندین نفر با هم بررسی شد.[۴]
- اکتبر ۲۰۱۶: در آن قاضی به این نتیجه رسید که امام شکیل بیگ یک افراط گرای اسلامی است و ادعای بگ را مبنی بر اینکه بی‌بی‌سی با گفتن این حرف به او توهین کرده‌است، تأیید نمی‌کند.[۵]

### پرونده تجدیدنظر در مه ۲۰۱۶
قاضی به چندین دلیل اشاره دارد: بخش ۲۰ قانون ۲۰۰۶؛ تعریف «تروریسم» در بخش ۱ قانون تروریسم ۲۰۰۰ و تصمیم دادگاه عالی در R v Gul.

### اکتبر ۲۰۱۶ پرونده شکیل بگ
شکیل بگ، شخصیت برجسته و مشهور مسلمان و امام در مرکز اسلامی لوئیزام از سال ۱۹۹۸ پرونده قضایی تهمت را در سال ۲۰۱۶ علیه بی‌بی‌سی را باخت. این پرونده قابل توجه است زیرا قاضی تعریف ۱۰ ماده ای از افراط گرایی اسلامی را ذکر کرده که برای تعیین پرونده استفاده کرد:

وی در یافته‌های چارلز هادون-کیو نوشت:
مواضع اسلامی افراطی

 ۱۱۸ به نظر من، موارد زیر مواضع اسلامی «افراطی» (یا نشانه‌های آن) را نشان می‌دهند.
- نخست، نگاهی "مانوی" به جهان. جهان بینی "مانوی" کلی، جهان بینی ابدی "مانوی" یکی از اصول اصلی افراط گرایی اسلامی خشن است. این جهان را به شدت به "ماً در مقابل "آنهاً تقسیم می‌کند: کسانی که از یک طرف سعادت‌مند یا نجات یافته‌اند (یعنی "نوع درست" مسلمان) و از طرف دیگر کسانی که باید برای ابدیت لعنت شوند (یعنی "نوع اشتباه" از مسلمان و هر کس دیگری). برای افراط گرایان خشن اسلامی، "نوع غلط" مسلمان شامل مسلمانان میانه‌رو اهل تسنن، همه مسلمانان شیعه و بسیاری دیگر است که "برای شمشیر" هستند و می‌توانند کشته شوند، و هر کسی که با آنها همکاری یا همکاری کند ". . .
- دوم، کاهش جهاد (تلاش در راه خدا) به قیتال (جنگ مسلحانه) ("جهاد اصغر"). . .
- سوم، نادیده گرفتن شرایط اعلامیه جهاد مسلحانه (قیتال)، یعنی شرایط اعتقادی اسلامی تعیین شده برای اعلام جنگ مسلحانه (قیتال) که در بالا ذکر شد. . .
- چهارم، نادیده گرفتن مقررات سختگیرانه حاکم بر جهاد مسلحانه، یعنی بندهایی که در قرآن و سنت برای اخلاق مربوط به اجرای قیتال ذکر شده در بالا؛ بنابراین، استفاده از خشونت بیش از حد، حمله به غیرنظامیان، خشونت "خودکشی" بی‌رویه و شکنجه یا قتل زندانیان نقض این مقررات جهاد است. . .
- پنجم، طرفداری از جنگ مسلحانه در دفاع از اسلام (قیتال) به عنوان یک تعهد مذهبی فردی جهانی (فرد العین). . .
- ششم، هر تعبیری از شریعت (یعنی قانون دینی وضع شده توسط قرآن و سنت) که مستلزم زیر پا گذاشتن "قانون کشور" باشد. . .
- هفتم، طبقه‌بندی همه غیرمسلمانان به عنوان کافران (کفار). . .
- هشتم، آموزه اسلامگرایی سَلَفی افراطی مبنی بر اینکه احکام ایمان مسلمان سایر روابط طبیعی مانند روابط خانوادگی، خویشاوندی و ملی را نفی و بر آن جای می‌دهد. . .
- نهم، با استناد به تأیید فتوای دانشمندان اسلامی که عقاید افراطی را تأیید می‌کنند. . .
- دهم، هر تعلیمی که به‌طور صریح یا ضمنی مسلمانان را ترغیب به تروریسم یا خشونت به نام الله (خدا) کند یا از آن حمایت کند.

## تأثیرات اساسی اسلام رادیکال

### اسلام اولیه
طبق تعریف آکادمیک، شرط دوم که اسلامی رادیکال نامیده شود، ضد دولتی بودن آن است. در نتیجه، یک دولت شرط اسلام رادیکال است. با این حال، حتی اگر پیمان وستفالی در سال ۱۶۴۸ برقرار شد و بدین ترتیب کشور ملی معرفی شد، اما آثار اوایل دوره اسلامی در نوشته‌های معاصر که پس از استقرار مفهوم دولت ملی در مناطق اسلامی نیز رادیکال ساخته شده‌اند، تأثیرگذار است. . تأثیرات اساسی اسلام رادیکال که ناشی از اسلام اولیه است عبارتند از:

#### خوارج
به گفته برخی مفسران معاصر مسلمان، افراط گرایی در درون اسلام به قرن ۷ به خوارج برمی گردد.
{{سخ}}آنها از موضع اساساً سیاسی خود، آموزه‌های شدیدی را توسعه دادند که آنان را از هر دو جریان اصلی سنی و مسلمان شیعه جدا می‌کند. سنت منشأ خوارج به نبردی بین علی و معاویه در صفین در ۶۵۷ آمده‌است. هنگامی که علی با بن‌بست نظامی روبرو شد و موافقت کرد که اختلاف را به داوری بسپارد، برخی از طرفداران او حمایت خود را پس گرفتند. «حکم کردن جز برای خدا نیست» (لاَ حُکْکْ إلَا لِلّهِ) به شعار این تجزیه طلبان تبدیل شد. آنها همچنین خود را الشورات، «فروشندگان» می‌نامیدند تا تمایل خود را برای فروش زندگی خود در برابر شهادت نشان دهند.
این خوارج اصلی با علی و معاویه مخالفت کردند و رهبران خود را منصوب کردند. آنها قاطعانه توسط علی، شکست خوردند. خوارج درگیر جنگ چریکی علیه بنی امیه شدند، اما تنها درصورت جنگ داخلی دوم به جنبشی بدل شدند که در یک نقطه قلمرو بیشتری از هر رقیب خود را در اختیار داشتند. در حقیقت خوارج یکی از مهمترین تهدیدهای ابن الزبیر برای خلافت بود. در این زمان آنها یاماما و بیشتر جنوب عربستان را کنترل کردند و شهر واحه الطائف را تصرف کردند.
افراطی‌ترین جناح خوارج، جناح آزاریقا بودند، که سایر مسلمانان را مرتد خواندند (به روند کافر خواندن دیگران تکفیر نیز می‌گویند). خوارج با اتخاذ رویکردی بنیادین در تکفیر مورد توجه قرار گرفتند، به موجب آن دیگر مسلمانان را بی ایمان اعلام کردند و بنابراین آنها را شایسته مرگ دانستند. آذریقا مناطقی از غرب ایران را تحت حکومت بنی امیه کنترل می‌کرد تا اینکه سرانجام در ۶۹۹ ساقط شدند. گروهی به اسم «خوارج عبادی» که معتدل تر بودند، عمر طولانی تری داشتند و در دوره عباسی همچنان از قدرت سیاسی در شمال و شرق آفریقا و در شرق عربستان برخوردار بودند.
به دلیل آمادگی آنها برای اعلام مرتد بودن هر مخالف، خوارج افراطی تمایل به تقسیم به گروه‌های کوچک‌تری داشتند. یکی از معدود نکاتی که گروه‌های مختلف منشعب خوارج در آن مشترک بودند، دیدگاه آنها در مورد خلافت بود که در دو نکته با دیگر نظریه‌های مسلمانان تفاوت داشت.
- اول، آنها برابری طلب اصولگرایی بودند، و معتقد بودند که هر مسلمان پارسا ("حتی یک برده اتیوپیایی") می‌تواند خلیفه شود و وابستگی خانوادگی یا قبیله ای بی‌اهمیت است. تنها الزامات رهبری، تقوا و مقبولیت در جامعه است.
- دوم، آنها توافق کردند که وظیفه مؤمنان این است که هر رهبری را که دچار خطا شود، برکنار کنند. این اصل دوم پیامدهای عمیقی در الهیات خوارج داشت. خوارج با استفاده از این عقاید در اوایل تاریخ خلافت، فقط ابوبکر و عمر را به عنوان خلیفه‌های مشروع پذیرفته‌اند. از خلافت عثمان آنها فقط شش سال اول را مشروع می‌دانند و علی را کاملاً رد می‌کنند.

زمانی که ابن مقفع (نویسنده ایرانی) در اوایل دوره «عباسی» رساله سیاسی خود را نوشت، خوارج دیگر حداقل در مناطق قلبی اسلامی تهدید سیاسی قابل توجهی نبودند. خاطره تهدیدی که آنها برای وحدت مسلمانان به وجود آورده بودند و چالش اخلاقی ناشی از آرمان‌گرایی آنان، هنوز بر اندیشه سیاسی و مذهبی مسلمانان سنگینی می‌کرد. حتی اگر خوارج دیگر نمی‌توانند تهدید کنند، بازهم باید به ارواح آنها پاسخ داد. ایبادی‌ها تنها گروه خوارج هستند که در دوران معاصر زندگی می‌کنند.

### اسلام معاصر
دوره معاصر پس از سال ۱۹۲۴ آغاز می‌شود. با انقراض امپراتوری عثمانی، خلافت نیز منسوخ شد. این اتفاق به‌طور کلی بر تفکر اسلامی، بسیار تأثیرگذار بود. متفکران کلیدی که دربارهٔ اسلام در قرن ۲۰ و به ویژه در مورد جهاد نوشتند، عبارتند از:

#### سید قطب
می‌توان گفت سید قطب، جنبش واقعی اسلام رادیکال را بنیان نهاد. بر خلاف دیگر نویسندگان که در بالا ذکر شده، سید قطب دفاعیات دینی ننوشت. برخی از طرفداران اسلام بر فرایندهای سیاسی مسالمت آمیز تأکید می‌کنند، در حالی که سید قطب به ویژه خواستار خشونت است و این پیروان به‌طور کلی افراط گرایان اسلامی محسوب می‌شوند و هدف اعلام شده آنها انقلاب اسلامی با هدف اجرای قانون شریعت و برپایی یک حکومت/خلافت اسلامی است.

## گروه‌های افراطی اسلامی فعال
بیش از ۱۲۰ گروه افراطی اسلامی امروز فعال هستند. در زیر لیستی از گروه‌های اصلی فعال ارائه شده‌است.

### گروه‌ها
| نام گروه                                                                     | نماد/پرچم | پایگاه                                                        | رهبران                                                                                   | قدرت                               | تلفات | ایدئولوژی |
| ---------------------------------------------------------------------------- | --------- | ------------------------------------------------------------- | ---------------------------------------------------------------------------------------- | ---------------------------------- | --- | --- |
| القاعده                                                                      |           | مناطق افغانستان/پاکستان                                       | عبدالله عزام (مؤسس) اسامه بن لادن (۱۹۸۹–۲۰۱۱) ایمن الظواهری (۲۰۱۱_۲۰۲۲)                  | 300–3,000                          | ۴٬۴۰۰ تلفات | برای بازگرداندن اسلام و ایجاد "دولتهای اسلامی واقعی"، اجرای قوانین شریعت، و پاکسازی جهان اسلام از هرگونه تأثیرات غیرمسلمان و سایر آموزه‌های نویسنده اسلامی مثل سید قطب. این عنوان به "سازمان پایگاه جهاد" نیز ترجمه می‌شود. |
| القاعده در مغرب اسلامی                                                       |           | سرزمین قبایلی                                                 | عبدالملک دروکدل                                                                          | 800–1,000+                         | ۲۰۰+ | AQIM یک سازمان مبارز اسلامی است که هدف آن سرنگونی دولت الجزایر و ایجاد یک کشور اسلامی است. |
| مرابطون (گروه جهادی) با عنوان القاعده آفریقای غربی نیز شناخته می‌شود          |           | مالی، نیجر، لیبی                                              | مختار بلمختار                                                                            | زیر ۱۰۰ (ادعای فرانسوی‌ها)          | ۲۷ نفر در حمله ۲۰۱۵ هتل باماکو کشته شدند | شاخه وابسته القاعده در مغرب اسلامی که در بالا ذکر شده‌است. |
| انصارالشریعه یمن همچنین شناخته می‌شود سازمان القاعده در شبه‌جزیره عربستان      |           | یمن                                                           | ناصر وحیشی † (2011–15) قاسم الریمی (2015 – تاکنون)                                       | ۲۰۰۰+                              | بیش از ۲۵۰ کشته در بمب‌گذاری صنعا در سال ۲۰۱۲ و حمله صنعا در سال ۲۰۱۳. | AQAP فعال‌ترین در نظر گرفته می‌شود از شاخه‌های القاعده یا «فرانشیز» که به دلیل تضعیف رهبری مرکزی به‌وجود آمده‌است. دولت آمریکا معتقد است که AQAP به دلیل تأکید بر حمله به دشمن دور و شهرت خود در طرح‌ریزی حملات به اهداف خارج از کشور، خطرناک‌ترین شاخه القاعده است. |
| القاعده در شبه قاره هند                                                      |           | هند، پاکستان، بنگلادش                                         | عاصم عمر                                                                                 | 300                                | ادعاها می‌شود ۶ کشته در ترورها. تلاش هواپیماربایی ناوچه‌های دریایی در سال ۲۰۱۴. | AQIS یک سازمان مبارز اسلامی است که هدف آن مبارزه با دولت‌های پاکستان، هند، میانمار و بنگلادش برای ایجاد یک کشور اسلامی است. |
| بوکو حرام – استان آفریقای غربی داعش                                          |           | شمال شرقی نیجریه، چاد، نیجر و شمال کامرون.                    | محمد یوسف (نیجریه) † (مؤسس) ابوبکر شکائو (رهبر کنونی)                                    | دامنه تخمین‌ها بین ۵۰۰ تا ۹۰۰۰ است  | از سال ۲۰۰۹، ۲۰۰۰۰ نفر کشته و ۲٫۳ میلیون نفر آواره شده‌اند. | یعنی عنوان "آموزش و پرورش غربی گناه است"، به عنوان یک فرقه بنیادگرای اسلامی اهل سنت تأسیس شد و تحت تأثیر جنبش وهابی، جانبداری از فرم سخت قانون شریعت است. |
| حماس (مخفف جنبش مقاومت اسلامی) به اسم اخوان المسلمین فلسطین نیز شناخته می‌شود |           | نوار غزه                                                      | خالد مشعل                                                                                | 16,000+                            | از سال ۱۹۸۸ حملات موشکی و بمب‌گذاران انتحاری متعددی که اسرائیل را هدف قرار داده‌است | به عنوان شاخه ای از اخوان المسلمین مصر تأسیس شد. منشور تأسیس آن در سال ۱۹۸۸، غرق در شعارهای اسلامی، خواستار جهاد برای تصرف تمام فلسطین تاریخی و در نتیجه نابودی اسرائیل است. |
| حزب‌الله لبنان همچنین با نام حزب‌الله                                          |           | لبنان                                                         | سید حسن نصرالله                                                                          | 1,000+                             | از سال ۱۹۸۲ تعداد زیادی حمله موشکی و بمب‌گذار انتحاری که اسرائیل را هدف قرار داده‌است | یک گروه مبارز اسلامی شیعه با شاخه شبه نظامی جهادی. حزب‌الله با کمک پیروان آیت الله خمینی در اوایل دهه ۱۹۸۰ به منظور گسترش انقلاب اسلامی تشکیل شد. |
| حکومت اسلامی عراق و شام (معمولاً با نام‌های ISIS, ISIL و داعش شناخته می‌شوند)   |           | سوریه                                                         | ابومصعب الزرقاوی † (مؤسس) ابوبکر بغدادی † (۲۰۱۳–۲۰۱۹) ابوابراهیم هاشمی قرشی (۲۰۱۹-اکنون) | ۱۵٬۰۰۰–۲۰٬۰۰۰ در داخل عراق و سوریه | بیش از ۳۰٬۰۰۰ کشته شده، از جمله مسلمانان شیعه، مسیحیان، ایزدی‌ها، اقلیت‌های دیگر در خاورمیانه و بسیاری دیگر در سراسر جهان توسط داعش یا گروه‌های مرتبط یا الهام گرفته شده از داعش. شامل بوکو حرام است | یک گروه مبارز سلفی جهادی که از یک عقیده بنیادگرای، وهابی، اسلام سنی پیروی می‌کند. منشأ آن دولت اسلامی عراق (ISI) است. در سال ۲۰۱۴ مناطق وسیعی را در عراق به دست آورد و در حال حاضر با عراق، سوریه و ائتلاف ۶۰ کشور دیگر از جمله ایالات متحده، انگلستان و فرانسه در جنگ است. |
| جامعه اسلامی                                                                 |           | جنوب شرق آسیا: - اندونزی - مالزی - فیلیپین - سنگاپور - تایلند | ابوبکر بشیر                                                                              | 5,000                              | Over 250 killed in bombings throughout Indonesia since 2002 | با نامی به معنای «جماعت اسلامی»، (اغلب به اختصار JI) , یک گروه تروریستی اسلامیست مبارز جنوب شرقی آسیا است که به استقرار داولاه اسلامیه (خلافت اسلامی منطقه ای) در جنوب شرقی آسیا اختصاص دارد. |
| سازمان مجاهدین خلق ایران که با نام مجاهدین خلق نیز شناخته می‌شود              |           | ایران مستقر در آلبانی و فرانسه                                | مسعود رجوی و مریم رجوی                                                                   | ۵٬۰۰۰ تا ۱۳٬۵۰۰                    | ۱۶٬۰۰۰ تا ۱۰۰٬۰۰۰ | گروه مبارز بنیادگرا اسلامی که از اسلام‌گرایی شیعه و مارکسیسم پیروی می‌کند و "اولین سازمان ایرانی است که به طور سیستماتیک تفسیر انقلابی مدرن از اسلام را توصیف می‌کند - تفسیری که تفاوت فاحشی با اسلام محافظه کار قدیمی روحانیت سنتی و نسخه پوپولیستی جدید که در دهه ۱۹۷۰ توسط آیت الله خمینی و دولت وی دارد". در حال حاضر با جمهوری اسلامی ایران در تضاد است و در پاریس، فرانسه و آلبانی مستقر است. این گروه شورای ملی مقاومت ایران را که یک شاخه سیاسی سازمان مجاهدین خلق است و قبلاً دارای یک شاخه نظامی به نام ارتش آزادی‌بخش ملی بود، اداره می‌شود. |
| جنبش طالبان پاکستان شناخته می‌شود طالبان پاکستان                              |           | شمال غربی پاکستان                                             | مولانا فضل‌الله                                                                           | 25,000                             | صدها | TTP یک سازمان چتری از گروه‌های مختلف مبارز اسلامگرا است که از تروریستهای خارجی که در کوه‌های پاکستان پنهان شده‌اند محافظت می‌کند. (با طالبان افغانستان اشتباه نشود) |
| جیش محمد                                                                     |           | دره کشمیر                                                     | مسعود ازهر                                                                               |                                    | | هدف این گروه الحاق جامو و کشمیر به پاکستان است. در ایالت جامو و کشمیر فعالیت می‌کند. |
| لشکر طیبه به عنوان LeT شناخته می‌شود                                          |           | دره کشمیر                                                     | حافظ محمد سعید                                                                           |                                    | | هدف این گروه الحاق ایالت جامو و کشمیر به پاکستان و در نهایت، برقراری حکومت اسلامی در سراسر جنوب آسیا. حداقل از سال ۱۹۹۳ در سراسر هند، به ویژه در شمال در ایالت جامو و کشمیر، عملیات داشته‌اند. |